# AE Водолея
AE Водолея (лат. AE Aquarii) — промежуточный поляр, двойная катаклизмическая переменная звезда типа DQ Геркулеса (XM), эллипсоидальная переменная звезда (ELL) в созвездии Водолея на расстоянии приблизительно 297 световых лет (около 91 парсека) от Солнца. Видимая звёздная величина звезды — от +12,12m до +10,18m. Орбитальный период — около 9,88 часов.

## Характеристики
Первый компонент — аккрецирующий белый карлик спектрального класса pec(e). Масса — около 0,63 солнечной, радиус — около 0,01 солнечного.
Второй компонент — оранжевый карлик или субгигант спектрального класса K3Ve, или K3-5IV/V, или K4-5V. Масса — около 0,37 солнечной, радиус — около 0,79 солнечного. Эффективная температура — около 4870 К.